# Museo d'arte sacra di Fiesole
Il Museo d'arte sacra di Fiesole si trova nell'oratorio di San Jacopo presso il Palazzo Vescovile.

## Storia e descrizione
All'inizio del XXI secolo, lavori di recupero nell'oratorio hanno riscoperto antiche finestrelle tamponate, complete di grate e infissi, e decorazioni parietali sette-ottocentesche successivamente scialbate. Dopo un consolidamento degli intonaci e del grande soffitto e dopo il restauro del grande affresco di Lorenzo di Bicci, nell'oratorio è stato allestito un piccolo ma significativo museo di arte sacra, con materiale proveniente dal Duomo e da altre proprietà della Diocesi di Fiesole, soprattutto da quelle pievi sparse per il territorio dove erano presenti problemi di tutela.
Si tratta in gran parte di oreficerie liturgiche, allestite secondo criteri cronologici, con pezzi soprattutto di scuola fiorentina, che spaziano dal Medioevo al Novecento. Sono presenti calici, turiboli, ostensori e reliquiari.
Tra i pezzi di maggior pregio la mitria del vescovo Salutati (1460 circa) detta mitria di san Romolo (il patrono della diocesi), un calice in rame dorato con smalti (XV secolo) e la croce astile di Martino Spigliati (1568-69), con motivi a smalto di ispirazione  moresca che ne fanno un unicum in ambito toscano.